# Solenostemma argel
Solenostemma argel là một loài thực vật có hoa trong họ La bố ma. Loài này được (Delile) Hayne miêu tả khoa học đầu tiên năm 1825.